# Espacio cociente (álgebra lineal)
En álgebra lineal, el espacio vectorial cociente E/F de un espacio vectorial E por un subespacio vectorial F, es la estructura natural de espacio vectorial sobre el conjunto cociente de E por la siguiente relación de equivalencia: v está relacionado con w si y solo si v-w pertenece a F.

## Definición
Sea E un espacio vectorial sobre un cuerpo K, y sea F un subespacio vectorial de E, podemos definir la siguiente relación de equivalencia entre los elementos de E:
Dados {\displaystyle u,v\in E} diremos que están relacionados módulo {\displaystyle F\,} si {\displaystyle u-v\in F}.
| La relación anterior es una relación de equivalencia |
| Se considera la relación {\displaystyle x{\mathcal {R}}y:=\langle x-y\in F\rangle } y se comprueban: Propiedad reflexiva: Dado un elemento {\displaystyle x\in E} se tiene que {\displaystyle x-x={\vec {0}}\in F.} Propiedad de simetría: Dados dos elementos {\displaystyle x,y\in E} se tiene que si {\displaystyle x-y=v\in F} entonces {\displaystyle -v\in F} es decir {\displaystyle y-x\in F.} Propiedad transitiva: Dados tres elementos {\displaystyle x,y,z\in E} se tiene que si {\displaystyle x-y\in F} y {\displaystyle y-z\in F} entonces {\displaystyle F\ni (x-y)+(y-z)=x-z} es decir {\displaystyle x-z\in F.} |

Observación:{\displaystyle u-v\in F} equivale a {\displaystyle u-v=w,w\in F}, es decir, {\displaystyle u=v+w,w\in F} y abusando del lenguaje {\displaystyle u=v+F.}
Se denota por {\displaystyle [u]=u+F:=\{u+v:v\in F\}} {\displaystyle =\{w:w=u+v,\;v\in F\}} a la clase de {\displaystyle u\,} módulo {\displaystyle F\,}.
Llamaremos espacio cociente al conjunto de todos los elementos que cumplen las clases de equivalencia anterior:
Se nota por {\displaystyle E/F_{}^{}} a dicho espacio cociente.
El espacio {\displaystyle E/F_{}^{}} es un espacio vectorial con las operaciones siguientes:
| {\displaystyle {\begin{matrix}[u]+[v]&:=&[u+v]\\\;\;\;\;\;\;\;\lambda [u]&:=&[\lambda u]\;\;\;\;\end{matrix}}} |
| La suma y multiplicación están definidas por ser {\displaystyle F\,} un subespacio vectorial: {\displaystyle [u]+[v]=(u+F)+(v+F)=u+v+(F+F)} {\displaystyle =u+v+F} {\displaystyle =[u+v]\in E/F.} - Propiedad conmutativa: {\displaystyle [u]+[v]=[u+v]=[v+u]=[v]+[u].} - Propiedad asociativa: {\displaystyle [u]+([v]+[w])=[u]+[v+w]=[u+(v+w)]=[(u+v)+w]=[u+v]+[w]=([u]+[v])+[w].} - Existencia del elemento neutro: {\displaystyle [0]+[v]=[0+v]=[v].} - Existencia del elemento opuesto: {\displaystyle [u]+[-u]=[u-u]=[0].} {\displaystyle \lambda [u]=\lambda (u+F)=\lambda u+\lambda F} {\displaystyle =\lambda u+F} {\displaystyle =[\lambda u]\in E/F.} - Propiedad asociativa: {\displaystyle \alpha (\lambda [u])=\alpha [\lambda u]=[\alpha (\lambda u)]=[(\alpha \lambda )u]} {\displaystyle =(\alpha \lambda )[u].} - Propiedad del elemento neutro de K: {\displaystyle 1[u]=[1u]=[u].} - Propiedad distributiva del producto respecto la suma de vectores: {\displaystyle \lambda ([u]+[v])=\lambda [u+v]=[\lambda (u+v)]=[\lambda u+\lambda v]} {\displaystyle =[\lambda u]+[\lambda v]} {\displaystyle =\lambda [u]+\lambda [v].} - Propiedad distributiva del producto respecto la suma de escalares: {\displaystyle (\lambda +\alpha )[u]=[(\lambda +\alpha )u]=[\lambda u+\alpha u]=[\lambda u]+[\alpha u]} {\displaystyle =\lambda [u]+\alpha [u]} |

Observaciones
- Si {\displaystyle u\in v+F} {\displaystyle \Leftrightarrow u+F=v+F} {\displaystyle \Leftrightarrow [u]=[v]}, por constituir {\displaystyle E/F} una partición de {\displaystyle E\,.}

- Si {\displaystyle u\in F} {\displaystyle \Leftrightarrow u\in [0].}

- Si {\displaystyle u\not \in F}, {\displaystyle \langle u\rangle \cap \;(u+F)\neq \emptyset } {\displaystyle \Leftrightarrow \lambda u=u+v,v\in F} {\displaystyle \Leftrightarrow (\lambda -1)u\in F} {\displaystyle \Leftrightarrow \lambda =1.}

- Los elementos de {\displaystyle [u]:\;[u]\neq [0]} no son un espacio vectorial en {\displaystyle E\,} pues no tiene el elemento neutro {\displaystyle {\vec {0}}.}
- Esta estructura vectorial es la única en el cociente que hace a la proyección canónica lineal.

## Dimensión del espacio cociente
Dado {\displaystyle E\,} un espacio vectorial y {\displaystyle F\subset E} un subespacio, si la dimensión de E es finita entonces:
| - {\displaystyle E/F} es de dimensión finita - {\displaystyle dimE/F=dimE-dimF}. |
| Sean {\displaystyle m=dimF}, {\displaystyle n=dimE} y {\displaystyle u_{1},...,u_{m}} una base de {\displaystyle F.} Se puede completar la base hasta obtener una de {\displaystyle E}, {\displaystyle {u_{1},...,u_{m},u_{m+1},...,u_{n}}}. {\displaystyle \forall u\in E,\;u=\sum _{i=1}^{n}k_{i}u_{i}}. Tomando clases, {\displaystyle [u]=\sum _{i=m+1}^{n}k_{i}[u_{i}]}, pues {\displaystyle [u_{1}]=...=[u_{m}]=[0]} (ya que {\displaystyle u_{1},...,u_{m}\in F}). Luego, se tiene que {\displaystyle [u_{m+1}],...,[u_{n}]} generan {\displaystyle E/F.} Para ver que son linealmente independientes, supóngase que: {\displaystyle [0]=\sum _{i=m+1}^{n}k_{i}[u_{i}]=[\sum _{i=m+1}^{n}k_{i}u_{i}]}, entonces, {\displaystyle \sum _{i=m+1}^{n}k_{i}u_{i}} pertenece a {\displaystyle F}, en consecuencia, existen {\displaystyle k_{1},...,k_{m}} tales que {\displaystyle \sum _{i=m+1}^{n}k_{i}u_{i}=\sum _{i=1}^{m}k_{i}u_{i}}. Por la independencia lineal de {\displaystyle u_{1},...,u_{n}}, se sigue que {\displaystyle k_{m+1},...,k_{n}=0}. Por lo tanto, {\displaystyle u_{m+1},...,u_{n}} son una base de {\displaystyle E/F} y {\displaystyle dimE/F=n-m=dimE-dimF.} |

## Ejemplo

F y 2 clases [u], [u] del espacio cociente.

Sea {\displaystyle F\,} un subespacio vectorial de {\displaystyle \mathbb {R} ^{2}} generado por un vector {\displaystyle v\,}, {\displaystyle F=\langle v\rangle }, si se considera el espacio cociente {\displaystyle \mathbb {R} ^{2}/F} la clase de un vector {\displaystyle u\in \mathbb {R} ^{2}} será:
{\displaystyle [u]=\{u+v:v\in F\}}, siendo su espacio cociente {\displaystyle \mathbb {R} ^{2}/F=\{[u]:u\in \mathbb {R} ^{2}\}}, es decir todas las rectas paralelas al subespacio F.